# تيكسترون
تيكسترون لأنظمة الدفاع (الرمز في بورصة نيويورك: TXT) هي تكتل شركة أمريكية تأسست من قبل رويال ليتل في 1923 باسم (بالإنجليزية: Special Yarns Company)‏. يقع مقرها في بروفيدنس رود آيلاند، الولايات المتحدة. وتشمل بيل للمروحيات وسيسنا وبيتشكرافت وشركات أخرى.

## وصلات خارجية
- الموقع الرسمي